# Santo Domingo International 2013
Die Santo Domingo International 2013 (auch Santo Domingo Open 2013 genannt) im Badminton fanden vom 28. bis zum 31. Oktober 2013 in Santo Domingo statt.

## Medaillengewinner
| Disziplin    | Gold                           | Silber                       | Bronze                             |
| ------------ | ------------------------------ | ---------------------------- | ---------------------------------- |
| Herreneinzel | Osleni Guerrero                | Howard Shu                   | Bjorn Seguin                       |
| Herreneinzel | Osleni Guerrero                | Howard Shu                   | Luíz dos Santos                    |
| Dameneinzel  | Iris Wang                      | Lohaynny Vicente             | Yasmin Cury                        |
| Dameneinzel  | Iris Wang                      | Lohaynny Vicente             | Solángel Guzmán                    |
| Herrendoppel | Gareth Henry Samuel Ricketts   | Hugo Arthuso Alex Tjong      | Leodannis Martínez Ernesto Reyes   |
| Herrendoppel | Gareth Henry Samuel Ricketts   | Hugo Arthuso Alex Tjong      | Federico Díaz Pablo Macagno        |
| Damendoppel  | Paula Pereira Lohaynny Vicente | Ana Paula Campos Yasmin Cury | Virginia Chariandy Solángel Guzmán |
| Damendoppel  | Paula Pereira Lohaynny Vicente | Ana Paula Campos Yasmin Cury | Berónica Vivieca Daigenis Saturria |
| Mixed        | Alex Tjong Lohaynny Vicente    | Hugo Arthuso Fabiana Silva   | Nelson Javier Berónica Vivieca     |
| Mixed        | Alex Tjong Lohaynny Vicente    | Hugo Arthuso Fabiana Silva   | William Cabrera Daigenis Saturria  |